# Fritz Zahn (Fußballspieler)
Fritz Zahn (* 29. Oktober 1919; † 1947) war ein deutscher Fußballspieler.

## Karriere
Zahn war als Jugendlicher bei der SpVgg. Fürth aktiv und gehörte danach dem 1. FC Nürnberg an, für den er als Stürmer von 1938 bis 1941 in der Gauliga Bayern, in einer von zunächst 16, später auf 23 aufgestockten Gauligen zur Zeit des Nationalsozialismus als einheitlich höchste Spielklasse im Deutschen Reich, 32 Punktspiele bestritt. Am Ende seiner zweiten Saison gewann er mit seiner Mannschaft die Gaumeisterschaft. Ferner kam er im 1935 neu eingeführten Wettbewerb um den Tschammerpokal, den Pokal für Vereinsmannschaften, zweimal zum Einsatz. Er debütierte am 19. November 1939 beim 2:1-Zweitrunden-Sieg über die Stuttgarter Kickers.
Zahn gastierte während des Krieges bei Jahn Regensburg und war Mai 1942 in einem Vorrundenspiel des Pokals erstmals für den Hamburger SV aktiv, mit dem er die Saison 1942/43 als Zweitplatzierter der Gauklasse Hamburg hinter Victoria Hamburg beendete. Des Weiteren wurde er am 16. August 1942 beim 2:0-Zweitrunden-Sieg über Minerva 93 im Tschammerpokal eingesetzt.
Später schloss er sich dem am 8. Dezember 1942 gegründeten Luftwaffen-Sportverein Hamburg an, der ohne Qualifikation zur Saison 1943/44 in die Gauliga Hamburg aufgenommen wurde. Nach 18 absolvierten Punktspielen in der aus zehn Mannschaften bestehenden Spielklasse, ging seine Mannschaft ungeschlagen als Gaumeister hervor. Die Militärelf die aus so genannten „Flugabwehrkämpfern“ bestand, konnte im Gegensatz zur Konkurrenz, während der zwei Jahre ihres Bestehens in fast unveränderter Formation durchspielen, weshalb sie bei den alten Vereinen unbeliebt war. Das erklärt auch, warum die Mannschaft bei ihrer ersten Teilnahme an der Endrunde um die Deutsche Meisterschaft bis ins Finale vordrang. Zahn bestritt alle Endrundenspiele, das Wiederholungsspiel der Achtelfinalbegegnung mit der SpVgg 05 Wilhelmshaven mit eingeschlossen, und erzielte zwei Tore. Das am 18. Juni 1944 im Berliner Olympiastadion vor 70.000 Zuschauern gegen den Dresdner SC wurde jedoch mit 0:4 verloren, wie auch das Finale um den Tschammerpokal am 31. Oktober 1943 in Stuttgart mit 2:3 nach Verlängerung gegen den First Vienna FC, in dem er allerdings nicht mitwirkte. Er bestritt das am 29. August mit 1:0 gewonnene Erstrundenspiel gegen die SpVgg 05 Wilhelmshaven, das am 19. September mit 3:2 gewonnene Achtelfinale gegen den LSV Pütnitz und das am 3. Oktober mit 4:2 gewonnene Viertelfinale bei Holstein Kiel, in dem ihm mit dem Treffer zum 2:2 in der 49. Minute sein einziges Tor gelang.
Die Saison 1944/45 – zurück in Hamburg – spielte er erneut für den Hamburger SV, diesmal in der Gauliga Hamburg, neben der Gauliga Schleswig-Holstein und der Gauliga Mecklenburg, eine von drei Gauligen der kriegsbedingt aufgeteilten Gauliga Nordmark; ungeschlagen und mit neun Punkten vor Altona 93 gewann er mit den Hamburgern die Gaumeisterschaft.
Nach dem Ende des Zweiten Weltkriegs setzte Zahn das vereinsbezogene Fußballspielen bei der SpVgg Fürth in der Oberliga Süd, eine von zunächst drei, später auf fünf Staffeln als höchste deutsche Spielklasse, fort. Die Saison 1945/46 beendete er mit seiner Mannschaft als 13. von 16, seine letzte Saison als Zehntplatzierter von 20 teilnehmenden Mannschaften.

## Erfolge
- Gaumeister Hamburg 1945
- Gaumeister Bayern 1940
- Finalist Deutsche Meisterschaft 1944
- Tschammerpokal-Finalist 1943